# Burgena amoena
Burgena amoena là một loài bướm đêm trong họ Noctuidae.